# Wershofen

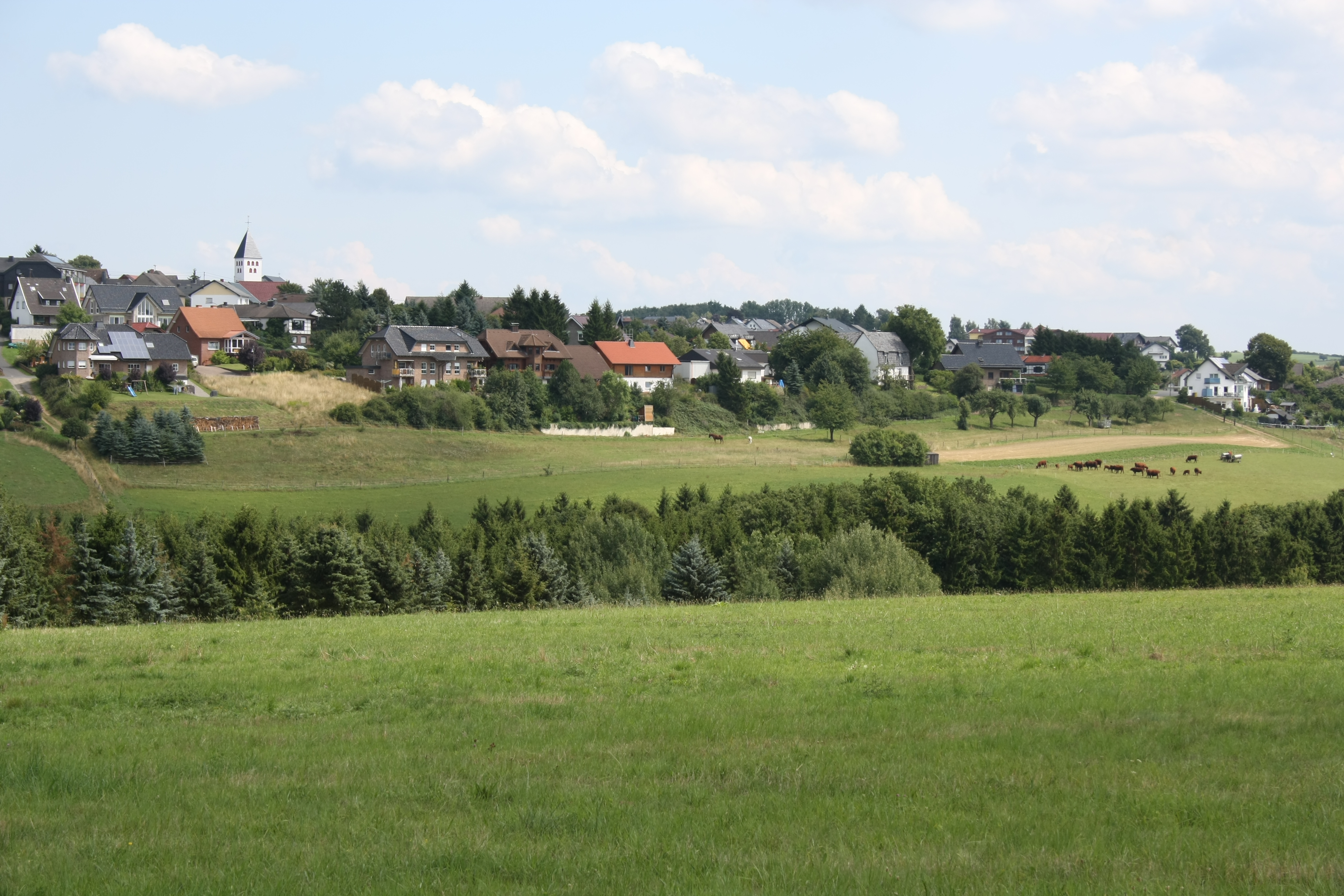
Wershofen

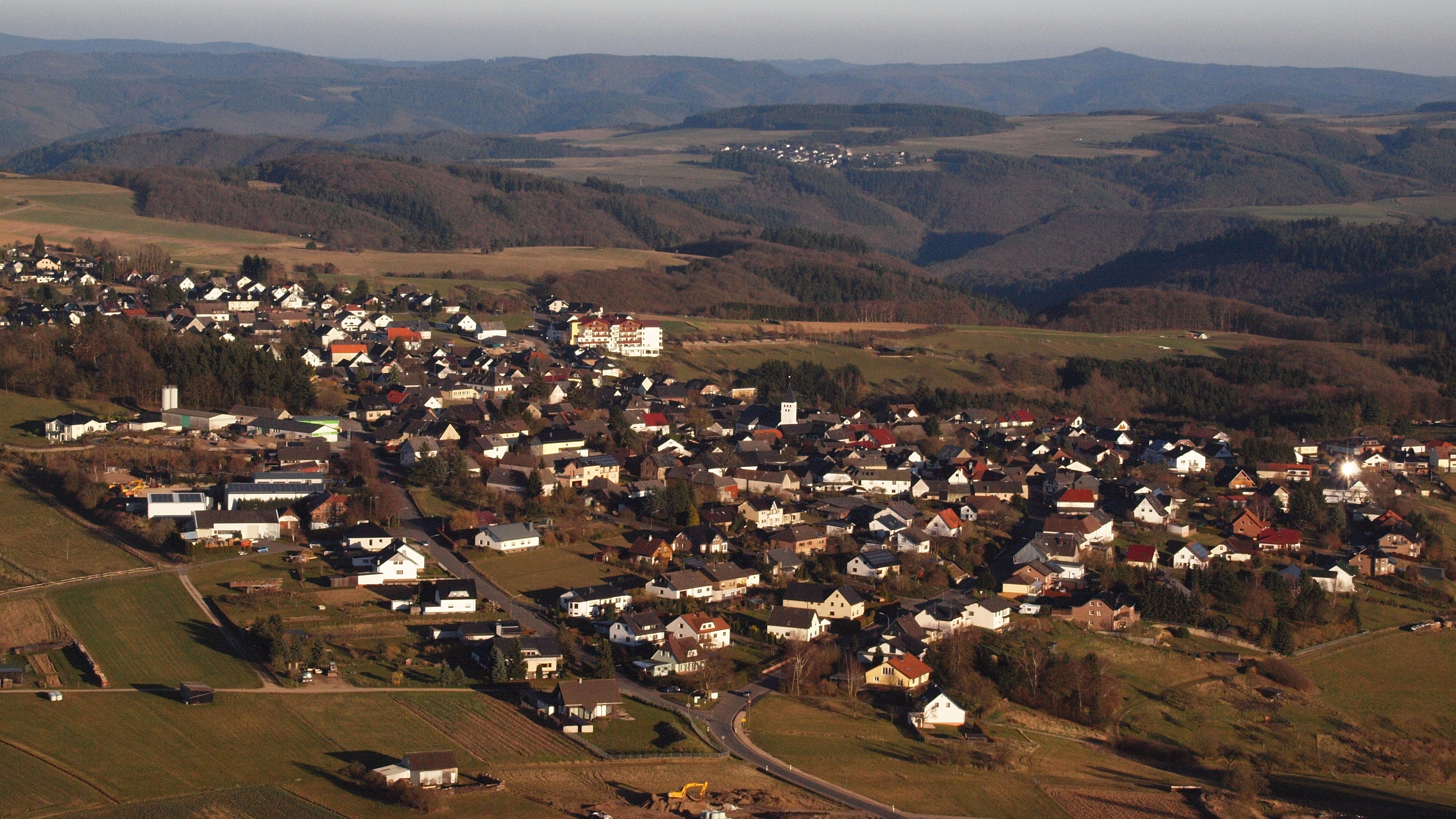
Wershofen, Luftaufnahme aus westlicher Richtung, 2014

Wershofen ist eine Ortsgemeinde im Nordwesten des Landkreises Ahrweiler in Rheinland-Pfalz. Sie gehört zur Verbandsgemeinde Adenau und zählt zu deren größten Kommunen.

## Geographie
Wershofen liegt im Ahrgebirge. Zur Gemeinde gehören auch die Wohnplätze Daubiansmühle, Kottenbornerhof, Laufenbacherhof (PLZ 53533) und Wennefeldermühle.

## Geschichte
Es wurde 1395 erstmals erwähnt und feierte 1995 sein 600-jähriges Bestehen. Bis zum Ende des 18. Jahrhunderts war Wershofen Teil des Herzogtums Arenberg.
Im Jahr 1794 hatten französische Revolutionstruppen das Linke Rheinufer besetzt. Unter der französischen Verwaltung gehörte Wershofen zum Kanton Adenau, der dem Rhein-Mosel-Departement zugeordnet war. Nach den auf dem Wiener Kongress geschlossenen Verträgen kam die Region, damit auch Wershofen, 1815 zum Königreich Preußen. Wershofen gehörte von 1816 an zur Bürgermeisterei Aremberg im Kreis Adenau, der Teil des Regierungsbezirks Coblenz und von 1822 an der Rheinprovinz war.
Bis 1839 gehörten auch die danach eigenständigen Gemeinden Eichenbach und Ohlenhard zu Wershofen.
1932 wurde der Kreis Adenau aufgelöst und die Gemeinde Wershofen dem Kreis Ahrweiler zugeordnet. Seit 1946 gehört die Gemeinde zum Land Rheinland-Pfalz und seit 1970 der Verbandsgemeinde Adenau an.
Statistik zur Einwohnerentwicklung
Die Entwicklung der Einwohnerzahl von Wershofen, die Werte von 1871 bis 1987 beruhen auf Volkszählungen:
| Jahr | Einwohner |
| ---- | --------- |
| 1815 | 464       |
| 1835 | 525       |
| 1871 | 457       |
| 1905 | 513       |
| 1939 | 691       |
| 1950 | 693       |
| 1961 | 658       |

| Jahr | Einwohner |
| ---- | --------- |
| 1970 | 766       |
| 1987 | 816       |
| 2005 | 925       |
| 2011 | 887       |
| 2017 | 886       |
| 2022 | 904       |

## Politik

### Gemeinderat
Der Gemeinderat in Wershofen besteht aus zwölf Ratsmitgliedern, die bei der Kommunalwahl am 9. Juni 2024 in einer personalisierten Verhältniswahl gewählt wurden, und dem ehrenamtlichen Stadtbürgermeister als Vorsitzendem.
Die Sitzverteilung im Gemeinderat:
| Wahl | Brenner           | Zawada            | Gesamt   |
| ---- | ----------------- | ----------------- | -------- |
| 2024 | 4                 | 8                 | 12 Sitze |
| 2019 | per Mehrheitswahl | per Mehrheitswahl | 12 Sitze |

### Bürgermeister
Robert Zawada wurde am 9. Juni 2024 mit einem Stimmenanteil von 74,8 % ohne Gegenkandidat erneut zum Ortsbürgermeister gewählt.
Er hatte das Amt bereits von 2014 bis 2019 inne.
Torsten Raths wurde am 27. November 2019 erneut Ortsbürgermeister von Wershofen, nachdem er dieses Amt bereits von 2009 bis 2014 ausgeübt hatte. Der zu diesem Zeitpunkt Erste Beigeordnete wurde vom Rat in das Amt gewählt.
Der Vorgänger von Raths, Robert Zawada, war 2014 erstmals gewählt und bei der Direktwahl am 26. Mai 2019 mit einem Stimmenanteil von 65,59 % in seinem Amt bestätigt worden, war aber mit Wirkung zum 31. Oktober 2019 von seinem Amt zurückgetreten.

## Gemeindepartnerschaft
- Gyöngyöstarján (Ungarn)

## Verkehr
Zwei Kilometer nordwestlich des Ortskerns befindet sich der Flugplatz Wershofen/Eifel.